# 465 a.C.

## Eventos

### Ocidente
- Revolta da ilha de Tassos contra a Liga de Delos.
- Tito Quíncio Capitolino Barbato, pela terceira vez, e Quinto Fábio Vibulano, pela segunda vez, cônsules romanos.

### ÁsiaOcidental
- Comemorado o 20o Jubileu.[1]
- Artaxerxes I torna-se soberano da Pérsia (até 424).[Nota 1]

## Mortes
- Xerxes I, rei da Pérsia (assassinado).[Nota 1]